# Prionapteryx moghrebana
Prionapteryx moghrebana là một loài bướm đêm trong họ Crambidae.